# Арена Вараждин
Спортска дворана у Вараждину је вишенаменска спортска дворана. Изграђена је за потребе Светског првенства у рукомету 2009., а свечано отворена за Дан града 6. децембра 2008.
Вараждинска спортска дворана простире се на око 20 хиљада квадратних метара и има две дворане, већу са 5.000 те мању с 200 седећих места. Објект садржи и пратеће садржаје попут фитнес центра, куглане, сауне и пословни простор.